# Neoconis pistrix
Neoconis pistrix is een insect uit de familie van de dwerggaasvliegen (Coniopterygidae), die tot de orde netvleugeligen (Neuroptera) behoort. 
De wetenschappelijke naam Neoconis pistrix is voor het eerst geldig gepubliceerd door Enderlein in 1906.